# Albert Baduel
Pour les articles homonymes, voir Baduel.
 (septembre 2024).
Albert Baduel est un homme politique français né le 25 avril 1844 à Saint-Flour (Cantal) et décédé le 11 mars 1907 à Paris.

## Biographie
Avocat à Saint-Flour, il est élu conseiller municipal en 1871, puis adjoint de cette ville en 1875. Révoqué après le 16 mai 1877, il est réélu en janvier 1878. Il entre dans la magistrature en 1879, comme juge au tribunal civil de Saint-Flour. En 1883, il est nommé président du tribunal civil de Thiers, puis conseiller à la cour d'appel de Riom, en 1891.
Au même moment, il est élu sénateur du Cantal. Il s'inscrit au groupe de la Gauche démocratique. Réélu en 1894, il est battu en 1903. Il réintègre alors la magistrature, comme juge de paix à Levallois-Perret.

## Pour approfondir